# Jean Denizot
Pour les articles homonymes, voir Denizot.
Jean Denizot est un scénariste, réalisateur et acteur français né en 1979.

## Biographie
Originaire de Sancerre, il suit des cours de théâtre à Bourges et de cinéma à Nantes, puis à Paris où il s'installe.
Réalisateur de deux courts-métrages - Mouche (2007) et Je me souviens (2009)-, il tourne en 2013 son premier long métrage dont il a écrit le scénario, La Belle Vie, inspiré de l'affaire Xavier Fortin. Présenté à la Mostra de Venise, le film reçoit le Label Europa Cinemas.

## Filmographie

### Réalisateur
- 2007 : Mouche (court-métrage)
- 2009 : Je me souviens (court-métrage)
- 2013 : La Belle Vie

### Scénariste
- 2013 : La Belle Vie
- 2015 : Ainsi soient-ils (2 épisodes de la série télévisée).
- 2024 : Une part manquante (coécrit avec Guillaume Senez).

### Acteur
- 2008 : Ferdychtchenko dans L'idiot réalisé par Pierre Léon[4].

## Distinctions
- 2014 : Festival international du premier film d'Annonay : prix spécial du jury et prix du public pour La Belle Vie[5].